# Juan Benejam
Juan Benejam Vives (Ciudadela, 1846-Ciudadela, 1922) fue un pedagogo y escritor español.

## Biografía
Nació el 27 de mayo de 1846 en la ciudad menorquina de Ciudadela. Profesor de instrucción primaria, publicó numerosas obras de carácter didáctico y fue director de las revistas La Escuela Educativa, La Enseñanza Racional y La Escuela Práctica. Entre sus obras se encontraron El lenguaje en acción y un Vocabulario menorquin-castellano. Benejam, que también trabajó en la prensa política, falleció el 27 de febrero de 1922 en Ciudadela. Como político ejerció el cargo de concejal en su localidad natal, en los últimos años de su vida.